# 日本の企業一覧 (医薬品)
日本の企業一覧(医薬品)（にほんのきぎょういちらん いやくひん）は、「証券コード協議会」が定める業種区分に基づき「医薬品」とされる日本の企業を示す。このため、医薬品製造メーカーの他に診断薬製造などが主な事業の企業も含まれる。
- 非上場会社でも便宜上、外資系製薬会社、それ以外の新薬メーカー、後発医薬品製造メーカーも含める。
- 上記業種区分「医薬品」以外の上場企業でも、医薬品の製造・販売を行っている以下のような企業が存在するが、次項の一覧には含めない。
  - 明治
  - ライオン
  - 資生堂（連結子会社の資生堂薬品による）
  - 日本たばこ産業（販売は子会社の鳥居薬品などによる）
  - 興和創薬（興和新薬より医療用医薬品の販売事業を「興和」経由で「日研化学」へ移管。同時に株式交換を行い社名を「興和創薬」へ変更した。なお興和紡績以外の興和グループは非上場）
  - ヤクルト本社
  - ニプロ（かつて旧社名「ニッショー」として医療用機器と近畿地盤のスーパーストア運営が主体だった。「ニプロ」と改称後にストア事業を「ニッショー」として分社化、2006年には阪急百貨店へ全株式を売却し、現在は阪急ニッショーストアとなっている。傘下に、後発医薬品メーカーであるニプロファーマ（旧菱山製薬が前身。後に、旧ニプロジェネファ〔旧竹島製薬〕を吸収合併）を有する。
  - セガミメディクス（旧セガミ薬局、現ココカラファインヘルスケア。ドラッグセガミ（旧セガミ薬局チェーン）を全国展開、「霊芝エスモン」シリーズなども販売していた）
  - P&Gジャパン

米プロクター・アンド・ギャンブル開発の2種類のビスホスフォネート製剤（骨粗鬆症薬）について、製造ライセンスを日本では2種類3品目として、それぞれ住友ファーマおよび味の素と武田薬品工業に供与し、国内製造（開発）・発売・販売をしている。なお日本法人であるP&Gジャパンは、米国本社が全世界的に買収したVICKS社の製品を販売していたが、すべて米国本社からのライセンスに基づき行っていたため大正製薬にその事業を譲渡してからは医薬品には一切関与していない。

## ア行
- 浅田飴
- 旭化成ファーマ
- アサヒグループホールディングス（東証プライム・2502）
  - アサヒグループ食品
- あすか製薬ホールディングス（東証プライム・4886）
  - あすか製薬
- アスゲン製薬
- アステラス製薬（東証プライム・4503）
- アース製薬（東証プライム・4985）
- アストラゼネカ
- 阿蘇製薬
- アダプトゲン製薬
- アボットジャパン
- アムジェン
- アラクス
- アリナミン製薬
  - アリナミンファーマテック
- アルフレッサ ホールディングス（東証プライム・2784）
  - アルフレッサ ファーマ
- アンジェス（東証グロース・4563）
- EAファーマ
- ECI
- 医学生物学研究所
- 池田模範堂
- イチジク製薬
- Veritas In Silico（東証グロース・130A）
- 宇津救命丸
- 栄研化学（東証プライム・4549）
- エーザイ（東証プライム・4523）
- H.U.グループホールディングス（東証プライム・4544）（旧：みらかホールディングス）
  - エスアールエル
  - 富士レビオ・ホールディングス
    - 富士レビオ
- エスエス製薬
- MSD (Merck Sharp & Dohme)
- LTLファーマ
- LTTバイオファーマ
- 大木ヘルスケアホールディングス（東証スタンダード・3417）
  - 大木
    - 大木製薬
    - 日野薬品工業
    - リブ・ラボラトリーズ
- 大杉製薬
- 太田胃散
- 大塚ホールディングス（東証プライム・4578）
  - 大塚製薬
  - 大塚製薬工場
  - 大鵬薬品工業
    - 岡山大鵬薬品

  - 大塚化学
- 奥田製薬
- 小野薬品工業（東証プライム・4528）
- 大原薬品工業
- オンコセラピー・サイエンス（東証グロース・4564）
- オンコリスバイオファーマ（東証グロース・4588）

## カ行
- カイオム・バイオサイエンス（東証グロース・4583）
- カイゲンファーマ
- カイノス（東証スタンダード・4556）
- 科研製薬（東証プライム・4521）
- 科薬
- カルナバイオサイエンス（東証グロース・4572）
- 河合製薬
- キッズウェル・バイオ（東証グロース・4584）
- キッセイ薬品工業（東証プライム・4547）
- キャンバス（東証グロース・4575）
- 救急薬品工業
- 救心製薬
- 共創未来ファーマ
- 共立製薬
- 杏林製薬（東証プライム・4569）
  - キョーリン リメディオ
  - キョーリン製薬グループ工場
  - キョーリン メディカルサプライ → キョーリン製薬グループ工場
- 協和キリン（東証プライム・4151）
  - 協和メディカルプロモーション
  - 協和医療開発
  - 協和キリンフロンティア
  - 協和キリン富士フイルムバイオロジクス[注 1]
- 金冠堂（キンカン）
- クオリプス（東証グロース・4894）
- 窪田製薬ホールディングス（東証グロース・4596）
- グラクソ・スミスクライン
- グラクソ・スミスクライン・コンシューマー・ヘルスケア・ジャパン
- グリーンペプタイド → ブライトパス・バイオ
- クリングルファーマ（東証グロース・4884）
- ケイファーマ（東証グロース・4896）
- 廣貫堂
- 興和ジェネリック
- 興和創薬
- 興和テバ（テヴァ製薬産業と興和の合弁） → テバ製薬
- Chordia Therapeutics（東証グロース・190A）
- コーヴァンス・ジャパン
- 健栄製薬
- 国民製薬
- 寿製薬
- 小林製薬（東証プライム・4967）
- 金剛薬品

## サ行
- サイフューズ（東証グロース・4892）
- サノフィ
- サラヤ
  - 東京サラヤ
- サンバイオ
- サワイグループホールディングス（東証プライム・4887)
  - 沢井製薬
- 三光純薬
- 参天製薬（東証プライム・4536）
- 三友薬品
- 三和化学研究所
- 佐藤製薬
- 三光丸（配置販売業）
- インテンディス → バイエル薬品
- JCRファーマ（東証プライム・4552）
- ジーエヌアイグループ（東証グロース・2160）
- ジーンテクノサイエンス → キッズウェル・バイオ
- 塩野義製薬（東証プライム・4507）
  - シオノギヘルスケア
  - シオノギファーマ
  - UMNファーマ
- ジーシー昭和薬品
- シミック
- 新日本製薬
- シンバイオ製薬（東証グロース・4582）
- 神薬工業株式会社
- スキャンポファーマ合同会社
- ステムリム（東証グロース・4599）
- ステラファーマ（東証グロース・4888）
- 住友ファーマ（東証プライム・4506）
- 生化学工業（東証プライム・4548）
- ゼリア新薬工業（東証プライム・4559）
- セルソース（東証プライム・4880）
- 千寿製薬株式会社
- 全薬工業
- ソレイジア・ファーマ（東証グロース・4597）

## タ行
- 第一三共（東証プライム・4568）
  - 第一三共ヘルスケア
- 大幸薬品（東証プライム・4574）
- 大正製薬ホールディングス
  - 大正製薬
  - 大正ファーマ
  - トクホン
  - ビオフェルミン製薬
- ダイト（東証プライム・4577）
- 大洋製薬
- 太陽薬品
- タウンズ（東証スタンダード・197A）
- 高田製薬
- 武田薬品工業（東証プライム・4502）
  - 武田テバファーマ
  - 武田テバ薬品
  - 日本製薬
  - 千寿製薬
- 田辺三菱製薬
  - 田辺三菱製薬工場
  - 吉富薬品
- ダンヘルスケア
- チベン製薬
- 中外製薬（東証プライム・4519）
- 中京医薬品（東証スタンダード・4558）
- 坪田ラボ（東証グロース・4890）
- ツムラ（東証プライム・4540）
- 帝國製薬
- ティムス（東証グロース・4891）
- テルモ（東証プライム・4543）
- デ・ウエスタン・セラピテクス研究所（東証グロース・4576）
- Delta-Fly Pharma（東証グロース・4598）
- デンカ生研
- トーアエイヨー
- 東京甲子社
- 東光薬品工業
- 東和薬品（東証プライム・4553）
- 常盤薬品工業
- 富田製薬
- 富山常備薬
- 鳥居薬品（東証プライム・4551）

## ナ行
- 中森製薬(動物用医薬品)
- 長野県製薬
- ナノキャリア（東証グロース・4571）
- ナカムラ酵素
- 日医工
- ニチニチ製薬
- 日本イーライリリー
- 日本ケミファ（東証スタンダード・4539）
- 日本化薬（東証プライム・4272）
- 日本ジェネリック
- 日本新薬（東証プライム・4516）
- 日本臓器製薬
- 日本ベーリンガーインゲルハイム
- 日本メジフィジックス
- ネクセラファーマ（東証プライム・4565）
- ノイルイミューン・バイオテック（東証グロース・4893）
- ノバルティスファーマ
- ノボ・ノルディスクファーマ

## ハ行
- Heartseed（東証グロース・219A）
- バイエル
  - バイエル薬品
- バクスター
- 林原生物化学研究所
- 万協製薬
- 光製薬
- 久光製薬（東証プライム・4530）
- ヒサヤ大黒堂
- 樋屋製薬
- 平坂製薬
- ファイザー
- ファンペップ（東証グロース・4881）
- 藤永製薬
- 藤本製薬
- 富士製薬工業（東証プライム・4554）
- 富士フイルムホールディングス（東証プライム・4901）
  - 富士フイルム
  - 富士フイルム富山化学（旧:富士フイルムRIファーマ / 富山化学工業）
  - 協和キリン富士フイルムバイオロジクス[注 1]
- 富士薬品（医療用医薬品の研究開発・製造販売、配置薬の製造販売のほか、ドラッグストア「セイムス」の運営も行う）
- 扶桑薬品工業（東証プライム・4538）
- フナコシ
- ブライトパス・バイオ（東証グロース・4594）
- ブリストル・マイヤーズ・スクイブ
- PRISM BioLab（東証グロース・206A）
- フロイント産業
- ペプチドリーム（東証プライム・4587）
- ベーリンガーインゲルハイム ベトメディカジャパン
- ペルセウスプロテオミクス（東証グロース・4882）
- 北都製薬

## マ行
- マイランEPD
- 丸石製薬
- マルコ製薬
- マルホ
- 三笠製薬
- ミズホメディー（東証スタンダード・4595）
- ミノファーゲン製薬
- ミヤリサン製薬
- ムネ製薬
- 室町ケミカル（東証スタンダード・4885）
- Meiji Seikaファルマ
- メビオファーム
- メディシノバ・インク（東証スタンダード・4875）
- メドレックス（東証グロース・4586）
- メルク・アンド・カンパニー
- 免疫生物研究所（東証グロース・4570）
- モダリス（東証グロース・4883）
- 持田製薬（東証プライム・4534）
- 森下仁丹（東証スタンダード・4524）

## ヤ行
- 有機合成薬品工業（東証スタンダード・4531）
- 祐徳薬品工業（ユートク薬品）
- ユースキン製薬
- ユニメディカル
- ユーシービージャパン
- 横山製薬
- 吉田製薬
- 山崎帝國堂

## ラ行
- ラクオリア創薬（東証グロース・4579）
- リバテープ製薬
- リボミック（東証グロース・4591）
- 龍角散
- レナサイエンス（東証グロース・4889）
- ロート製薬（東証プライム・4527）
  - 天藤製薬
  - エムジーファーマ
  - 摩耶堂製薬
  - ロートニッテン

## ワ行
- わかもと製薬（東証スタンダード・4512）
- 湧永製薬